# Sainte-Camelle
Sainte-Camelle é uma comuna francesa na região administrativa de Occitânia, no departamento de Aude. Estende-se por uma área de 9,52 km². Em 2010 a comuna tinha 120 habitantes (densidade: 12,6 hab./km²).